# Waldyr Igayara de Souza
Waldyr Igayara de Souza (12 de maio[carece de fontes?] de 1934 - 7 de Junho de 2002) foi um ilustrador e cartunista e arte-educador brasileiro. Foi juntamente com Jorge Kato, um dos primeiros desenhistas brasileiros a criar e ilustrar histórias Disney para o estúdio de histórias em quadrinhos criado pela Editora Abril no final dos anos 60.

## Biografia
Igayara foi editor-chefe na Editora Abril por 25 anos, desenhando personagens como Zé Carioca, Peninha e seu sobrinho Biquinho, que ele próprio criou, e trabalhando ao lado de artistas como Ivan Saidenberg, Renato Canini, Oscar Kern entre outros.
Também criou, em 1980, os personagens da Turma do Paulistinha para um álbum de figurinhas promocional da Secretaria da Fazenda do Estado de São Paulo.
Mais tarde iniciou sua própria escola de arte e também ilustrou livros infantis.